# Lymantria uxor
Lymantria uxor är en fjärilsart som beskrevs av Saalmüller 1884. Lymantria uxor ingår i släktet Lymantria och familjen tofsspinnare. Inga underarter finns listade i Catalogue of Life.